# Apawiya
Apawiya fou una ciutat hitita d'Arzawa, propera al territori de Millawanda. Des d'aquesta ciutat Hattusilis III va fer la seva entrada a Millawanda a la part final del seu regnat quan acabava de sotmetre la revolta de Piyama-radu.